# کم‌بینایی
کم بینایی یا کاهش بینایی (به انگلیسی: Visual impairment) کاهش قابلیت بینایی تا حدی است که مشکلاتی ایجاد کند به شیوه‌های معمول نظیر عینک قابل حل نباشد.
علل کم بینایی عبارتند از بیماریها ی مختلف چشمی، ضربه یا نقائص مادرزادی. از جمله عوارض آن کاهش حدت بینایی، کاهش در میدان بینایی، کاهش حساسیت کنتراست و کاهش تشخیص رنگها است.